# Большая Каменка (Орловская область)
Большая Каменка — деревня в Мценском районе Орловской области России. Входит в состав Спасско-Лутовиновского сельского поселения.

## География
Деревня находится в северной части Орловской области, в лесостепной зоне, в пределах центральной части Среднерусской возвышенности, к западу от федеральной автотрассы М2, на расстоянии примерно 6 километров (по прямой) к северо-востоку от города Мценска, административного центра района. Абсолютная высота — 218 метров над уровнем моря.
Климат характеризуется как умеренно континентальный с умеренно морозной зимой и теплым, иногда жарким летом. Средняя многолетняя температура самого холодного месяца — января, составляет −9,4°С, температура самого теплого +19°С.
Часовой пояс
Деревня Большая Каменка, как и вся Орловская область, находится в часовой зоне МСК (московское время). Смещение применяемого времени относительно UTC составляет +3:00.

## Население
| 2002 | 2010 |
| ---- | ---- |
| 761  | ↘755 |

Половой состав
По данным Всероссийской переписи населения 2010 года в гендерной структуре населения мужчины составляли 49,3 %, женщины — соответственно 50,7 %.
Национальный состав
Согласно результатам переписи 2002 года, в национальной структуре населения русские составляли 97 % из 761 чел.

## Инфраструктура
Действуют начальная школа-детский сад, фельдшерско-акушерский пункт, ОГСУСО «Каменский
геронтологический центр», дом культуры и библиотека.

## Улицы
Уличная сеть деревни состоит из семи улиц.